# Epizeuxis ocellata
Epizeuxis ocellata är en fjärilsart som beskrevs av Holloway 1976. Epizeuxis ocellata ingår i släktet Epizeuxis och familjen nattflyn. Inga underarter finns listade i Catalogue of Life.